# 養酒オヘペ
養酒オヘペ（ようしゅおへぺ）は、日本の漫画家。成人向け漫画を主に執筆している。

## 作品リスト
- 『あねき…』 2006年2月3日発売[1]、ティーアイネット（MUJIN COMICS）、ISBN 978-4-88774-178-2

ピンクパイナップルによりOVA化され、2007年に2作、2011年に2作発売されている。監督は雷火剣。
- 『大好きだよっ♡』 2008年3月7日発売[3]、ティーアイネット（MUJIN COMICS）、ISBN 978-4-88774-254-3
- 『サービスタイムLOVER』 2019年3月20日発売[4]、ワニマガジン社（ワニマガジンコミックススペシャル）、ISBN 978-4-86269-630-4